# Christophe Dominici
 Christophe Dominici  (Tolón, 20 de mayo de 1972 - Saint-Cloud, 24 de noviembre de 2020) fue un rugbier francés de ascendencia italiana que se desempeñaba como wing.
Considerado uno de los mejores jugadores de finales de la década de los 90' y la década del 2000 por su gran velocidad, habilidad de manos y un prolífico anotador de tries.

## Biografía
Nacido el 20 de mayo de 1972 en Tolón. Se formó deportivamente en el Valleta, para luego pasar en 1993 al Toulon y finalmente al Stade Français en 1997 donde se retiró en 2008. Ganó 5 Top 14: 1998, 2000, 2003, 2004 y 2007 además de 1 Copa de Francia en 1999.

### Selección nacional
Debutó en la Selección mayor en 1998. Ganó el Torneo de las Seis Naciones en 2002, 2004 (Gran Slam), 2006 y 2007.

### Participaciones en Copas del Mundo
Dominici jugó su primer mundial en Gales 1999, donde Les Blues ganaron su grupo con victorias ante Canadá 33-20, Namibia 47-13 y Fiyi 28-19. En cuartos de final enfrentaron a Argentina venciendo 47-26, en semifinales derrotaron a los All Blacks 43-31 en uno de los mejores partidos en mundiales que se recuerden y finalmente enfrentaron a los Wallabies por el título, perdiendo 35-12. En Australia 2003 ganaron su grupo, vencieron al XV del trébol 43-21 en Cuartos de final, fueron derrotados en semifinales ante los eventuales campeones del Mundo, Inglaterra por 24-7 y obtuvieron el cuarto puesto en la derrota ante los All Blacks 40-13. Su último mundial fue Francia 2007 donde Les Blues eran los favoritos, pero trompezaron en la inauguración del torneo siendo derrotados por Argentina 12-17 y terminaron segundos en el grupo. En un partido memorable, ganaron a los All Blacks 20-18 (este fue el peor mundial de Nueva Zelanda), en semifinales enfrentaron a los vigentes campeones del mundo: el XV de la rosa, siendo vencidos 9-14 y nuevamente perdieron ante los Pumas 10-34 por el tercer puesto.
| Mundial                       | Sede      | Resultado     | PJ | Tries |
| ----------------------------- | --------- | ------------- | -- | ----- |
| Copa Mundial de Rugby de 1999 | Gales     | Subcampeón    | 6  | 2     |
| Copa Mundial de Rugby de 2003 | Australia | Cuarto puesto | 7  | 4     |
| Copa Mundial de Rugby de 2007 | Francia   | Cuarto puesto | 7  | 2     |

## Muerte
Dominici apareció muerto el 24 de noviembre de 2020 en un parque de Saint-Cloud. Las primeras investigaciones revelan que habría subido a un edificio de aproximadamente veinte metros de altura cercano al lugar, para después lanzarse al vacío. Tenía cuarenta y ocho años.